# Yabby You
Vivian Jackson, bolj znan kot Yabby You (včasih tudi Yabby U, oziroma Yabby You Vibration), jamajški pevec roots rock reggaeja, glasbenik in producent, * 14. avgust 1946, Kingston, Jamajka, † 12. januar 2010.

## Življenje in delo
Yabby You je postal znan v zgodnjih 1970–ih prek sodelovanja s Kingom Tubbyjem in Leejem »Scratchem« Perryjem.
Kot eden od sedmih otrok je zapustil dom pri svojih dvanajstih letih da bi našel delo v kovaški delavnici v Waterhouseu. Pri sedemnajstih je moral zaradi podhranjenosti v bolnico. Zapustil jo je z resnim artritisom, ki mu je delno ohromel nogi. Zaradi zdravstvenega stanja se ni mogel vrniti na delo, tako da se je moral pehati za zaslužek na kingstonskih ulicah.
Spet je nekaj časa preživel v bolnici in je težko našel sredstva za snemanje. Pozno leta 1972 je izšel singl Conquering Lion z njegovim avtorstvom in Ralph Brothers. Pesem je bila zelo priljubljena in značilni uvod (spev »Be-you, yabby-yabby-you«) mu je prinesel vzdevek »Yabby You«, ki ga je vseskozi ohranil tudi kasneje.
Naslednji nekaj mesec je izšlo še nekaj singlov pod različnimi imeni in pri različnih založbah, vendar največkrat kot Vivian Jackson and the Prophets, poleg King Tubbyjeve 'različice' na strani b. Zatem je izšel tudi prvi album Conquering Lion. Izšla je tudi King Tubbyjeva izdaja dub, King Tubby's Prophesy of Dub, čeprav le v omejeni količini 500 izvodov, kar je pomagalo Jacksonu, da se je uveljavil kot roots glasbenik.
Njegov uspeh mu je omogočil, da se je uveljavil tudi kot producent. Začel je delati s prihajajočimi in že uveljavljenimi izvajalci kot so: Wayne Wade, Michael Rose, Tommy McCook, Michael Prophet, Big Youth, Trinity, Dillinger in Tapper Zukie. Izdajal pa je tudi samostojna dela.
Nadaljeval je s snemanjem, produciranjem in izvajanjem, velikokrat s pomočjo bergel do sredine 1980–ih. V zgodnjih 1990–ih je ponovno začel izdajati stara in nova dela, tako da so njegovi posnetki ponovno izšli v zadnjem času v odlični kakovosti. Leta 2000 je izdal ponovno posnete različice singlov z Glenom Brownom. Album je vseboval remikse albuma Conquering Lion v izvedbi Smith and Mighty in remiks Glena Browna v izvedbi Small Axe in Terminal Head.

## Diskografija

### Albumi
- Conquering Lion (1972) Prophet
- Ram A Dam (1976) Prophet
- King Tubby's Prophesy of Dub (1976) Prophets (ponovno izdano (1994) Blood and Fire)
- Chant Down Babylon Kingdom (1977) Nationwide (ponovno izdano kot King Tubby Meets Vivian Jackson (Yabby You))
- Deliver Me from My Enemies (1977) Grove Music
- Beware (1978) Grove Music (reissued (1991) ROIR)
- Vocal & Dub (1979) Prophet (Yabby You in Michael Prophet)
- Yabby You Meets Trinity At Dub Station (197?) Yabby U (s Trinityjem)
- Jah Jah Way (1980) Island
- Yabby You & Michael Prophet Meets Scientist At The Dub Station (1981) Prophet (z Michaelom Prophetom in Scientistom)
- African Queen (1982) Clappers
- Time to Remember (1982) Prophet (s Kingom Tubbyjem)
- Prophecy (1982) WLN (z Michaelom Prophetom in Wayneom Wadejem)
- Yabby U Meets Sly & Robbie Along With Tommy McCook (1982) WLN (s Tommyjem McCookom)
- One Love, One Heart (1983)
- The Yabby You Collection (1984) Greensleeves
- Fleeing from the City (1991) Shanachie
- Yabby You Meets Mad Professor & Black Steel in Ariwa Studio (1993)
- Jesus Dread (1972–1977) (1997) Blood and Fire
- Dub It to the Top (1976–1979) (2002) Blood and Fire
- Yabby You Meets Sly & Robbie At The Mixing Lab Studio (posneto 1979) Prophet
- Yabby You Meets Michael Prophet In Dub Prophet (z Michaelom Prophetom)
- Yabby You Meets Tommy McCook In Dub (Sounds Of The 70's) Peacemaker
- Hits of The Past Vol. 2 Prophet
- Yabby You Presents King Tubby's Boom Sounds Vol 4 Prophet